# Dasyphyllum lehmannii
Dasyphyllum lehmannii es una especie de planta con flores en la familia de las Asteraceae. Es endémica de Ecuador.

## Descripción
Es un arbusto endémico de Ecuador. Conocida en una sola población registrada por K. Lehmann en 1876-81, en Sinangüe, entre Ulushapa y Oña, en Azuay o provincia de Loja. La falta de nuevas colecciones puede ser debido a la destrucción del único tipo en el herbario de Berlín durante la Segunda Guerra Mundial. Un fototipo existe en el Museo Field. Ningún ejemplar de esta especie se encuentran en los museos del Ecuador. La destrucción del hábitat es la única amenaza conocida para la especie.

## Hábitat
Su hábitat natural es subtropical o tropical húmedo.
Está amenazada por pérdida de hábitat.

## Taxonomía
Dasyphyllum lehmannii fue descrita por (Hieron.)Cabrera y publicado en Revista del Museo de La Plata (Nueva Serie), Sección Botánica 9(38): 52. 1959.
Sinonimia
- Chuquiraga lehmannii Hieron. basónimo[3]